# Fumio Sasahara
Fumio Sasahara (jap. 笹原 富美雄 Sasahara Fumio; ur. 28 marca 1945) – japoński judoka. Olimpijczyk z Monachium 1972, gdzie zajął trzynaste miejsce w wadze półciężkiej.
Złoty medalista mistrzostw świata w 1969 i 1971. Triumfator akademickich MŚ w 1966 roku.

## Letnie Igrzyska Olimpijskie 1972
| Konkurencja | Eliminacje            | Eliminacje                 | Klas. końcowa |
| Konkurencja | Przeciwnik I          | Przeciwnik II              | Miejsce       |
| ----------- | --------------------- | -------------------------- | ------------- |
| 93 kg       | Barry Johnson (AUS) Z | Szota Czocziszwili (USR) P | 13.           |